# شورش گارد پرتورین
شورش گارد پرتورین (ایتالیایی: La Rivolta dei Pretoriani) یک فیلم شمشیر و صندل ایتالیایی است که در سال ۱۹۶۴ منتشر شد. این فیلم دربارهٔ توطئه قتل امپراتور روم دومیتیان در سال ۹۶ پس از میلاد است.

## گزیدهٔ بازیگران
- ریچارد هریسون
- مویرا اورفی
- پی‌یرو لولی در نقش دومیتیان
- جولیانو جما در نقش نروا
- فدله جنتیله
- آمدئو تریلی
- میرکو الیس
- رناتو مونتالبانو